# Povești din criptă
Povești din criptă (în engleză Tales from the Crypt) este un film britanic de groază din 1972, regizat de Freddie Francis. Este un film de antologie format din cinci segmente separate, bazat pe povestiri din seria EC Comics Tales from the Crypt de Al Feldstein, Johnny Craig și Bill Gaines. Filmul a fost produs de Amicus Productions și filmat la Shepperton Studios din Surrey, Anglia. În film, cinci străini (Joan Collins, Ian Hendry, Robin Phillips, Richard Greene și Nigel Patrick) aflați într-o criptă îl întâlnesc pe misteriosul păzitor al criptei (Ralph Richardson), care îi arată fiecăruia cum a decedat. Este una dintre numeroasele antologii de groază Amicus produse în anii 1970.
Împreună cu The Vault of Horror (Povești din criptă II), Tales from the Crypt (Povești din criptă) a fost lansat pe un DVD dublu Midnite Movies la 11 septembrie 2007. 

## Rezumat
Un grup de turiști rătăcesc prin catacombele unei mănăstiri închise în timpul domniei lui Henric al VIII-lea. În cele din urmă, cinci dintre ei dau peste o cameră în care se află un bărbat îmbrăcat în haine monahale. El spune că toți cinci nu au ajuns aici întâmplător și le arată tuturor cum se va termina biografia lor.

## Distribuție
Segmentul Wraparounds:
- Ralph Richardson – Crypt Keeper
- Geoffrey Bayldon – Tour Guide

Segmentul ...And All Through the House:
- Joan Collins – Joanne Clayton
- Martin Boddey – Richard Clayton
- Chloe Franks – Carol Clayton
- Oliver MacGreevy – Santa Suit Maniac
- Robert Rietti – Radio Announcer (voce, nemenționat)

Segmentul Reflection of Death:
- Ian Hendry – Carl Maitland
- Susan Denny – Mrs. Maitland
- Angela Grant – Susan Blake
- Peter Fraser – Motorist
- Frank Forsyth – Tramp

Segmentul Poetic Justice:
- Robin Phillips – James Elliot
- David Markham – Edward Elliot
- Peter Cushing – Arthur Edward Grimsdyke
- Robert Hutton – Mr. Baker
- Manning Wilson – Vicar
- Clifford Earl – Police Sergeant
- Edward Evans – Constable Ramsey
- Irene Gawne – Mrs. Phelps
- Stafford Medhurst – Mrs. Phelps' son

Segmentul Wish You Were Here:
- Richard Greene – Ralph Jason
- Barbara Murray – Enid Jason
- Roy Dotrice – Charles Gregory
- Jane Sofiano – Secretary
- Peter Thomas – Pallbearer
- Hedger Wallace – Detective

Segmentul Blind Alleys:
- Nigel Patrick – Major William Rogers
- Patrick Magee – George Carter
- George Herbert – Greenwood
- Harry Locke – Harry the Cook
- Tony Wall – Attendant
- John Barrard – Blind Man (nemenționat)